# Скапулярий

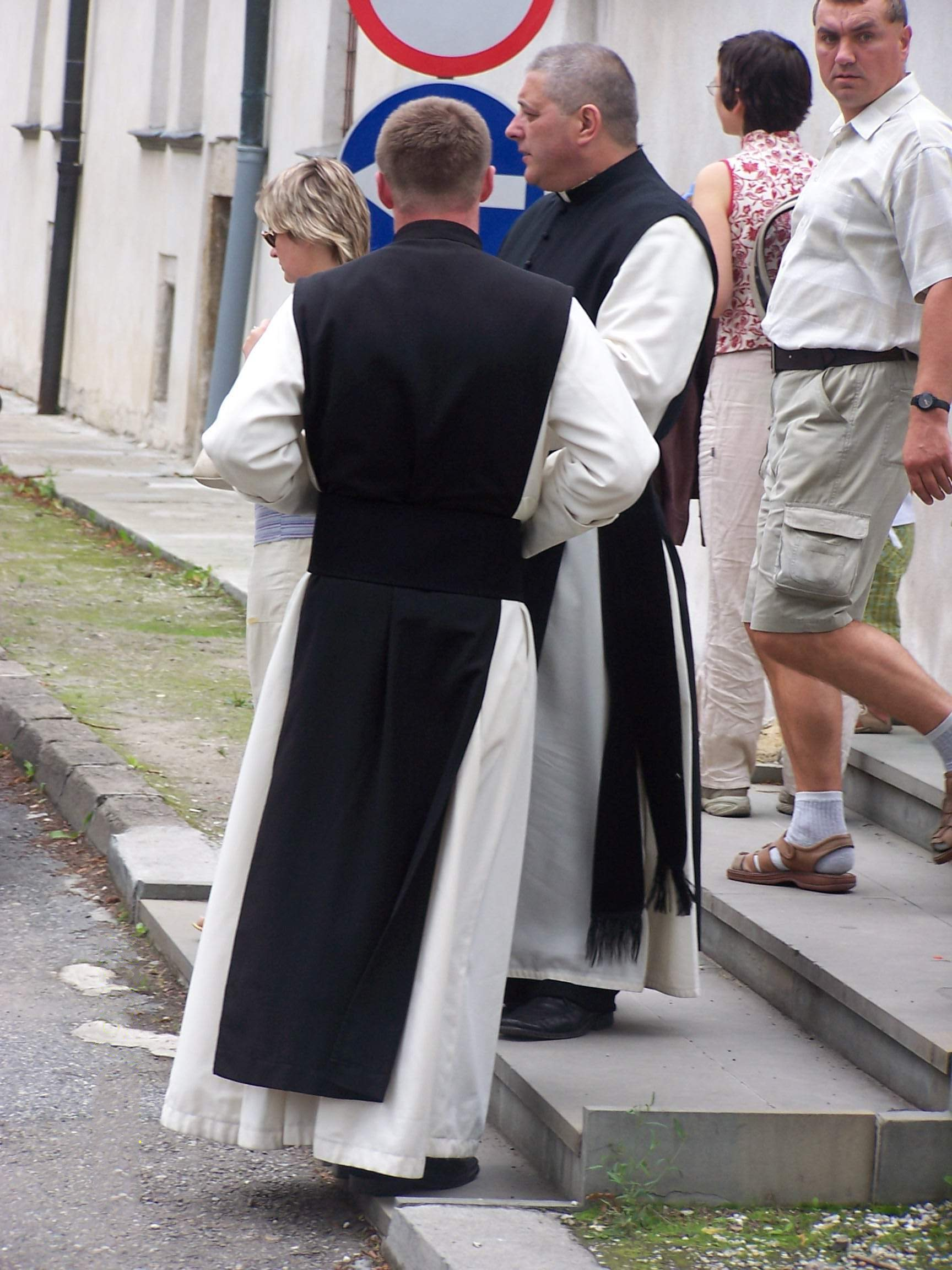
Монахи цистерцианского ордена в белых туниках и чёрных скапуляриях

Скапуля́рий (от лат. scapulae — «лопатки») в католицизме — название элемента монашеского одеяния, впоследствии перешедшее также на особый освящённый предмет («малый скапулярий»), носимый католиками по обету.

## Монашеский скапулярий
Монашеский скапулярий появился на Западе около VII века, когда он вошёл в состав облачения монахов-бенедиктинцев. Первоначально скапулярий служил в качестве фартука, защищавшего одежду монаха в ходе сельскохозяйственных работ, затем стал восприниматься как неотъемлемый элемент облачения. Монашеский скапулярий представляет собой длинную широкую ленту с прорезью для головы. Скапулярий надевается поверх туники и носится таким образом, что один его конец лежит на груди, другой на спине. Длина, цвет и форма скапулярия может быть различной, в зависимости от принятой в ордене. В настоящее время монашеский скапулярий является элементом облачения монахов целого ряда орденов, как мужских, так и женских.

## Малый скапулярий

Скапулярий Матери Божией с горы Кармель

Термин «скапулярий» также применяется к специальному предмету, который некоторые католики носят по обету. Этот вид скапулярия, часто называемый «малым» или «вотивным скапулярием», представляет собой 2 прямоугольных куска материи или иного материала, на которые нанесены религиозные изображения или тексты, скреплённые между собой шнурами. Носится малый скапулярий на теле под одеждой таким образом, что один образ находится на спине, другой на груди. Данный вид скапулярия развился из монашеского облачения в Средние века, ношение его обязательно у кармелитов, сервитов, тринитариев, мерседариев и ряда других орденов. Впоследствии право ношения такого скапулярия получили члены некоторых Третьих орденов и даже простые миряне, принимающие на себя определённые обеты. Возложение скапулярия обязательно должен проводить священник, существует специальное чинопоследование обряда возложения скапулярия, в ходе которого скапулярий освящается. В 1910 году папа Пий X разрешил заменять матерчатый скапулярий медальоном скапулярия.

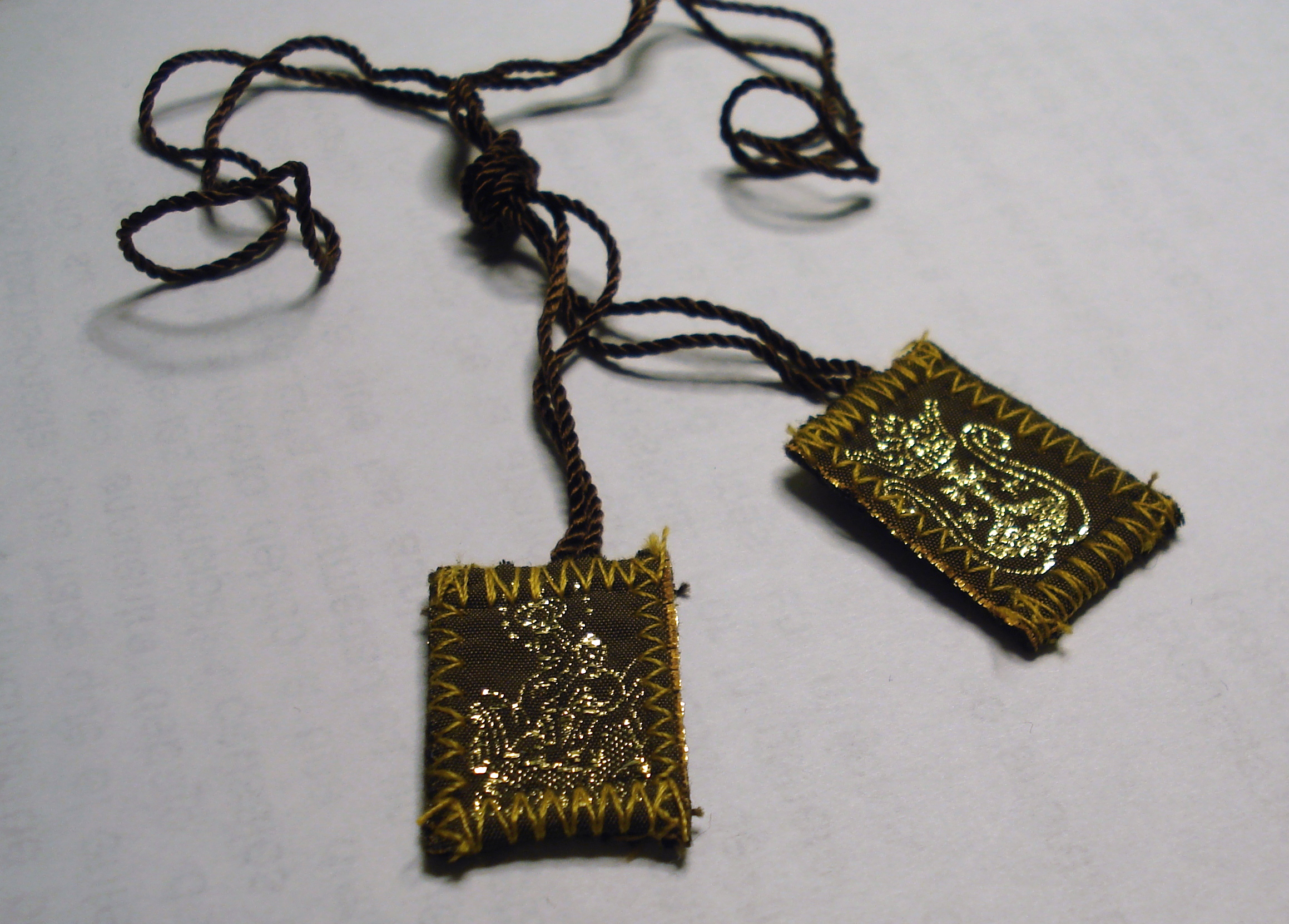
Скапулярий Матери Божией с горы Кармель

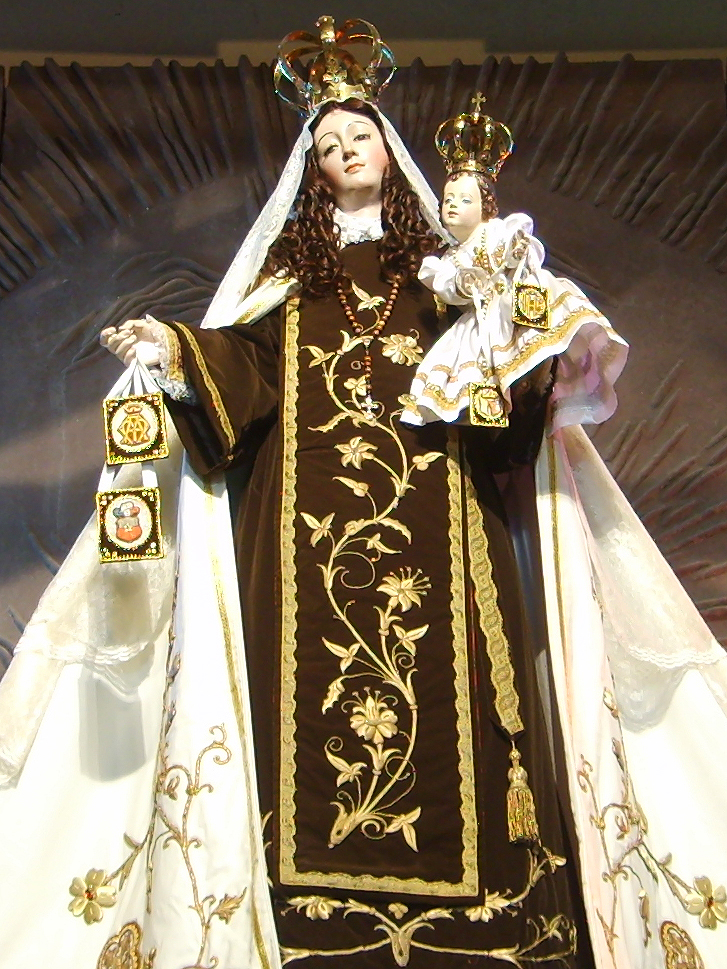
Статуя Девы Марии с горы Кармель (Чили). Дева Мария одета в коричневый монашеский скапулярий поверх коричневого одеяния, в правой руке держит малый скапулярий

Малые скапулярии различаются по форме, цвету и изображениям на нём. Существует 18 утверждённых церковью скапуляриев, наиболее распространённым среди малых скапуляриев является кармелитский «Скапулярий Матери Божией с горы Кармель», известный также как «Коричневый скапулярий». Традиция связывает его появление с явлением Богородицы святому Симеону Стоку в XIII веке.
Молитва к Матери Божией носящих кармелитский скапулярий:
О Мария, многообразно исполняющая посланничество Всепосредницы благодатей! Тебе было угодно в знаке святого Скапулярия выразить Твою безграничную любовь ко мне. Через сей видимый знак Твоего заступничества Ты призываешь меня к умерщвлению плоти, к скромности и молитве. Помоги мне жить этими добродетелями, дабы я сподобился любви Непорочного Сердца Твоего, и мог стать примером для ближних моих. Носящим Скапулярий Ты дала обетование помощи в опасностях, спасения их от ада и скорого избавления от мук чистилища. Помоги мне жить так, чтобы я сподобился обрести все эти благодати которые Ты обещала послать носящим святое облачение Твое. О Дева Мария, духовная Звезда Горы Кармил, освети меня и веди меня стезею совершенной любви, дабы я мог (могла) поклониться Богу и возблагодарить Тебя в  небесных обителях.